# Representationsreformen i Sverige

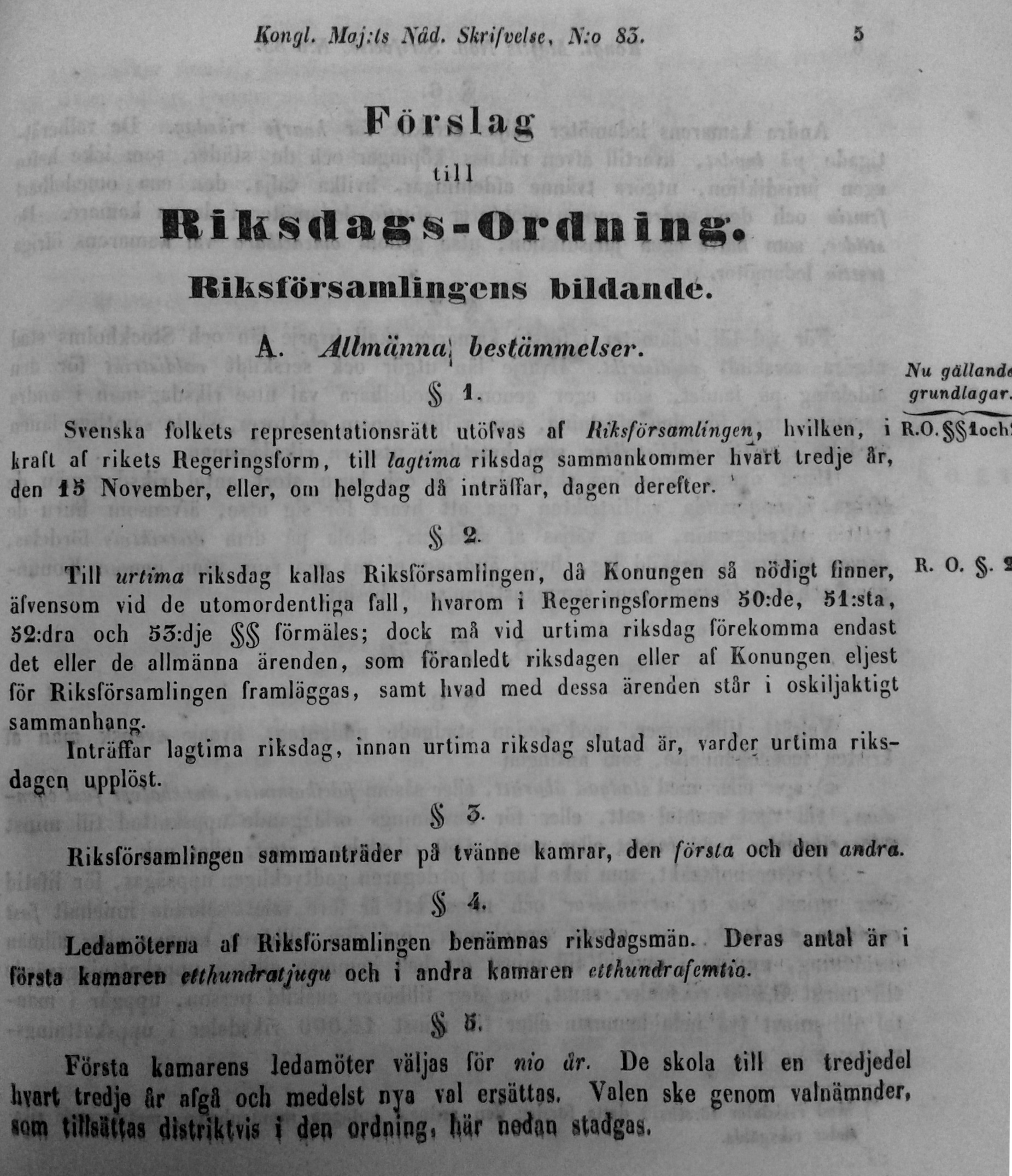
De Geers, Arentds och Carlesons slutgiltiga representationsförslag från år 1862.

Representationsreformen beslutades i december 1865 av Sveriges ståndsriksdag under Riksdagen 1865–1866. Den trädde i kraft efter riksdagens avslutande den 22 juni 1866. Den innebar att ståndsrepresentationen avskaffades och att 1810 års riksdagsordning ersattes med 1866 års riksdagsordning. Reformen ersatte ståndsrepresentationen med två separata kamrar, Första kammaren, vald av landstingen, och Andra kammaren, vald i direkta folkval och med en kortare mandatperiod än Första kammaren, men avsåg inte att förändra kungens och riksdagens inbördes förhållande. Den innehöll dock två nyheter som påverkade maktbalansen.
- Det ena var att lagtima riksdag sammanträder varje år istället för 
  - vart tredje år enligt 1723 års riksdagsordning,
  - bara när konungen så finner lämpligt enligt 1772 års regeringsform,
  - vart femte år (1809–1844) och
  - vart tredje år (1844–1866).
- Den andra var att kungen fick rätt att med anbefallande av nyval till båda eller endera kammaren upplösa lagtima riksdag före utgången av den stadgade mandatperioden.

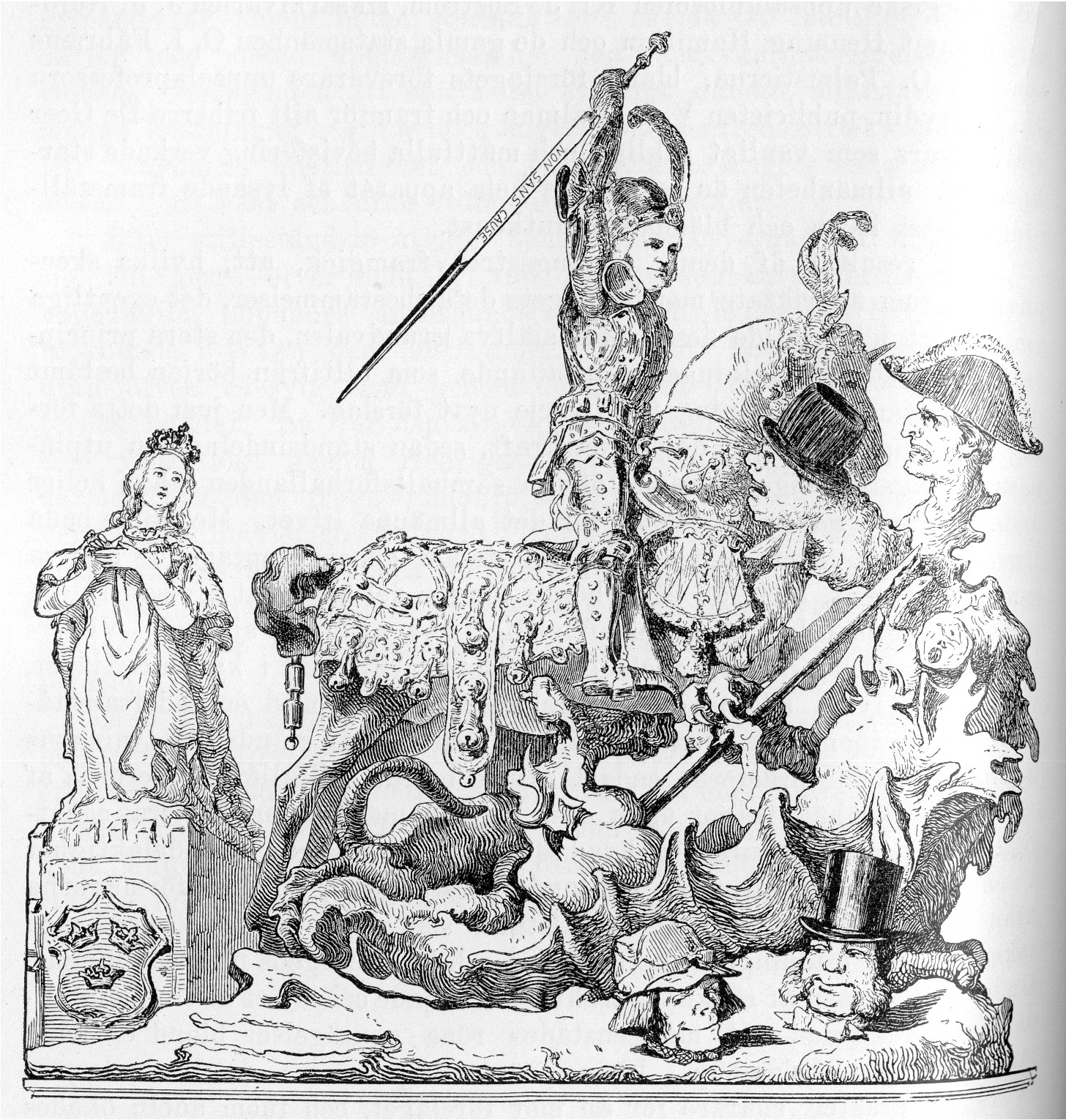
En karikatyr som förlöjligar ståndsriksdagen. Komposition följer Sankt Göran statyn i Storkyrkan där Louis De Geer uppträder som Sankt Göran. Med sitt svärd som bär den franska texten Non sans cause. ('Inte utan anledning') hugger huvudet av de fyra stånden som närmast liknas vid en hydra. Moder Svea, som liknas vid en bedjande prinsessa, ser på.

Med avseende på formerna för riksdagsarbetet utgick 1866 års riksdagsordning från att inga andra ändringar skulle ske i 1810 års riksdagsordning än sådana som föranleddes av tvåkammarsystemets införande. Beredningen av riksdagsärendena skulle ske i för kamrarna gemensamma utskott och den därav beroende samtida behandlingen i kamrarna ingick såsom ett moment i den likställighet mellan kamrarna, som utgjorde en ledande grundsats i 1866 års riksdagsordning och som hade sin förebild i förhållandet mellan de forna riksstånden. 
Andra kammaren hade dock genom sitt större ledamotsantal en övervikt vid de gemensamma voteringarna, som inget stånd hade haft vid voteringarna i de förstärkta utskotten, i vilka alla var lika starkt representerade. Med undantag av frågor, som kunde bli föremål för gemensam omröstning, gällde emellertid att kamrarna hade absolut veto mot varandra. Som en effekt av reformen avskaffades Adelsståndet i Sverige och ersattes av korporationen Sveriges ridderskap och adel.

## Bakgrund
Sverige hade vid mitten av 1800-talet en av få kvarvarande ståndsriksdagar, och hade hamnat i bakvattnet av den politiska förändringen som präglat Europa sedan franska revolutionen. Kritiker pekade på genomförda politiska reformer och de samhällsförändringar som industrialiseringen fört med sig. Varför, frågade man, skulle adelsmän vara självskrivna vid riksdagen? En gång hade det enligt kritikerna varit rättvist, på den tid då adeln var det ledande ståndet och statens både civila och militära ämbetsmän utgjordes enbart av adelsmän. Men nu fanns det fler ofrälse än adliga ämbetsmän. 1809 års regeringsform stadgade att vid befordran skulle avseende fästas "endast å sökandes förtjänst och skicklighet men icke på deras börd". Och varför skulle det fåtaliga prästeståndet likaledes få bilda en fjärdedel av riksdagen? Dess ledamöter satt inte längre ensamma inne med den högre bildningen, sedan man fått en världslig samhällsklass av lärda och bildade personer som verkade som lärare vid universitet och skolor eller som författare. Och var borgarståndet rättvist sammansatt, frågade sig kritikerna, när varken brukspatronerna eller den stora arbetarklass som industrin skapat hade något att säga i riksdagen?
Slagordet "Samfällda val!" innebar att olika stånd och samhällsklasser inte längre skulle gå till skilda valurnor, utan alla samlas vid en och samma urna: frälse och ofrälse, präster och lekmän, lärde och olärde. Riksdagsmännen borde inte väljas efter stånd utan med hänsyn till sin personliga duglighet; de skulle inte komma till riksdagen såsom ståndsledamöter utan först och främst såsom medborgare, såsom ombud för hela folket.
Själva riksdagsarbetet blev också i högsta grad tungrott genom att varje fråga skulle diskuteras på fyra olika ställen. Det kunde bli svårt nog att få fram ett gemensamt beslut, då det i så fall behövdes enighet mellan tre stånd, i grundlagsfrågor till och med mellan alla fyra stånden. En författare till en av 1840-talets stridsskrifter mot den tungrodda ståndsrepresentationen liknade denna vid "ett skepp med spända segel på torra marken". Satirikern Henrik Bernhard Palmær föreslog att riksdagens överläggningsrum skulle förses med inskriften: "Här fattas visa beslut", och han tänkte sig svenska folket indelat i två huvudklasser: "folk utanför stånd och folk utan förstånd". Emil Key ironiserade: "Vår närvarande representation består, som bekant är, av idel ’välborne, ädle och välbördige, ärevördige, vördige och vällärde, äreborne, förståndige, välaktade, hedervärde och redelige gode herrar och svenske män’. Vad i all världen göres oss då mera behov, och vartill en ny representationsförändring?"

## Förarbeten och tumult

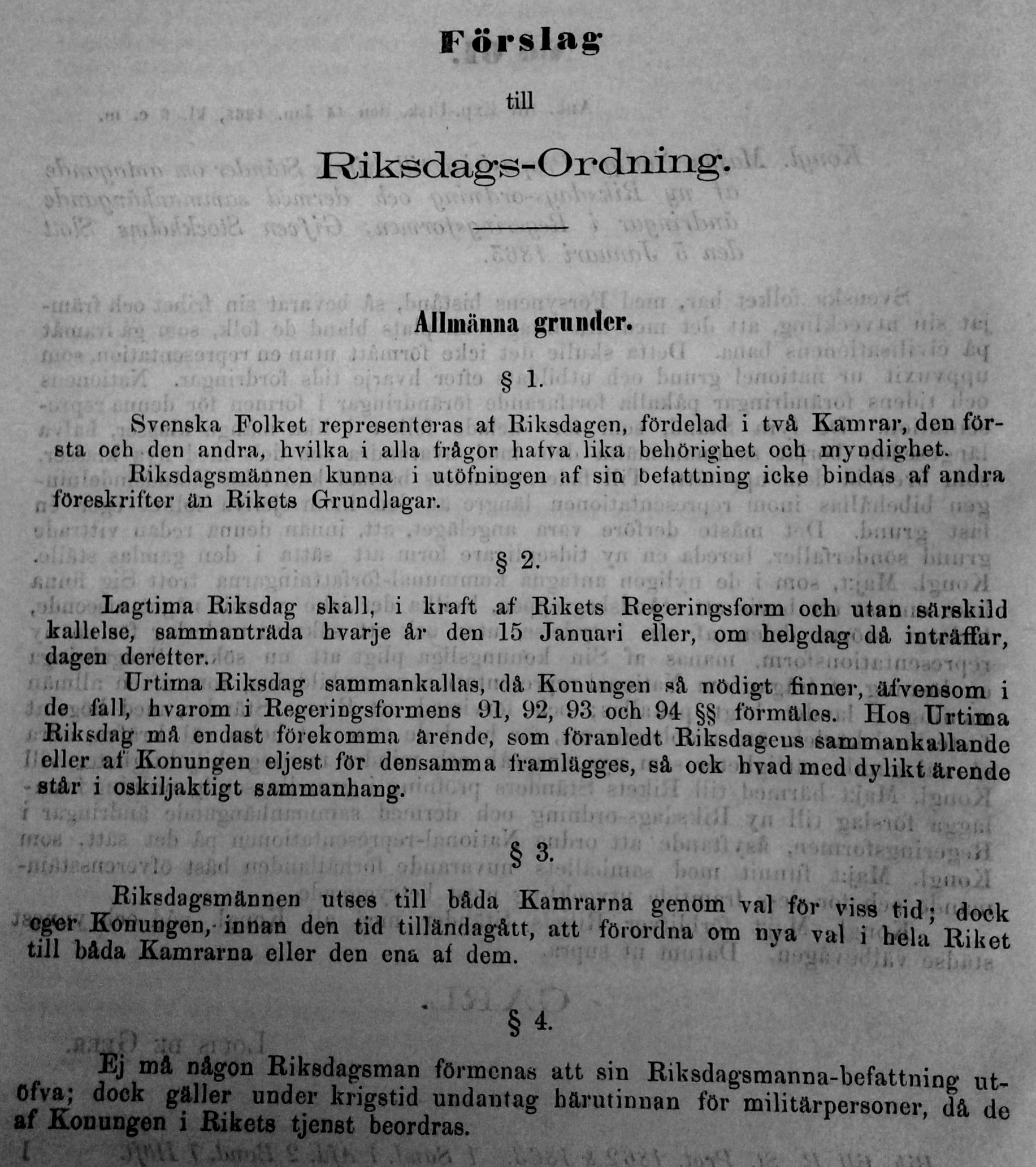
Oscar I formulerade i all hast år 1848 års representationsförslag efter oro för utvecklingen i Europa.

År 1809 hade konstitutionsutskottet lagt fram ett omfattande reformförslag som aldrig blev behandlat. År 1830 hade Carl Henrik Anckarsvärd tillsammans med Johan Gabriel Richert lagt fram skriften Förslag till national-representation som avsåg en tvåkammarriksdag där den ena kammaren valde den andra, efter det norska systemet. Deras målsättning var att öka folkets stöd för adeln och minska regeringens makt genom en representationsreform där folket skulle kunna ge adeln sitt breda stöd. Förslaget fälldes i riksdagen år 1844-1845, men i samband med detta bildades reformvännernas sällskap.
Under tiden hade det spridits hotfulla budskap, som när Aftonbladet i en artikel frågade: "Med vad rätt sitta adel och präster på den svenska riksdagen?" och gav svaret: "Med våldets". De två högre stånden kallades för "besynnerliga parasitväxter på samhället", och eftersom de tagit sina rättigheter med våld kunde dessa enligt Aftonbladets artikel också tas ifrån dem med våld, ifall de visade sig allt för genstörtiga. Det blev också en del folksamlingar och oroligheter i Stockholm, och det spreds rykten om att adeln försökt förgifta kungen. Även från adelns sida spreds hetsiga budskap. På riddarhuset höll kammarjunkare Ehrenhoff ett berömt tal där han rasade mot reformivrarna och kom med det sedan ofta citerade utspelet: "I män av det liberala yrket, I viljen på pöbelns axlar triumfera över det fallna kungadömet!"
År 1848 instiftades Reformvännernas sällskap i Stockholm i syfte att arrangera "reformbanketter" över hela landet och lägga fram petitioner till kungen. Den 18 mars hölls en sådan bankett efter franskt mönster i De la Croix salong vid Brunkebergstorg. Efter banketten satte sig en folkmassa i rörelse mot Storkyrkobrinken, där den konservative ledaren August von Hartmansdorff bodde, vilket inledde de så kallade marsoroligheterna. Väl framme började man kasta sten mot hans fönster. Först när alla fönster var inslagna, och den uppretade pöbeln började bearbeta porten med en bjälke som murbräcka, kom militär till Hartmansdorffs hjälp. En del orosstiftare blev nu arresterade. Men även militären blev utsatt för en våldsam stenkastning. Flera soldater sårades, och folkmassorna trängde in på själva slottets borggård. Åtföljd av kronprins Karl begav sig Oscar I till häst ut på den yttre borggården och uppmanade demonstranterna att gå hem, så skulle intet ont vederfaras dem. De lovade att lyda på villkor att militären skulle hemsändas och de som blivit häktade frigivas. Det beviljades. Men när folkhopen väl förvissat sig om att fångarna i rådhushäktet försatts på fri fot, började den att slå in fönster här och där, bland annat även hos den liberale Lars Hierta. Dagen efter, den 19 mars, upprepades scenerna och folkmassorna blev allt vildare. Först på kvällen fick trupperna befallning att slå tillbaka med bajonetter och gevärseld. Många dödades och sårades, bland dem personer som endast varit nyfikna åskådare.
Den 19 april lade Reformvännerna fram en petition med 1900 namnunderskrifter för en representationsreform. Den 2 maj lade regeringen genom Oscar I fram ett förslag till representationsreform som fick namnet 1848 års kungliga representationsförslag. Förslaget hade stora likheter med Anckarsvärd och Richerts förslag från 1830. Detta var i samband med februarirevolutionen i Paris och de övriga revolutionerna 1848 och oron för en revolutionär utveckling i Sverige var stor. Adeln sökte därför en folklig förankring till sin makt.
Reformmötena i Örebro som inleddes år 1849 var ett resultat av reformrörelsens tidigare arbete och genomfördes på Anckarsvärds egendomar, men det första mötet avslog det kungliga förslaget (som dock gillades av Anckarsvärd). Reformmötet ogillade förslaget eftersom majoriteten ville ha ett enkammarsystem snarare än det av kungen föreslagna tvåkammarssystemet. Det kungliga förslaget avslogs slutligen av riksdagen år 1850.
Under tio år var frågan vilande, men Louis De Geer var övertygad om att en förändring var nödvändig och skickade därför den 16 juli 1861 en promemoria till kungen, Karl XV med följande argument:

- Ståndsrepresentationen är föråldrad. Alla länder i Europa utom England har infört en- eller tvåkammarriksdag. Den måste reformeras i enlighet med den nya europeiska statsrätten.
- Folket ogillar prästeståndet, i synnerhet på grund av beskattningsrätten.
- Bråket mellan de två partierna (De Geer menar antagligen att bönderna och borgarna på sin sida utgör ett parti och adeln och prästerna å sin sida ett annat) gör landet svårt att styra, eftersom alla frågor blir partifrågor.
- De enda alternativ som finns är att reformera representationen omedelbart eller mera gradvis.
- Den viktigaste förändringen är att införa allmänna val.
- Ett tvåkammarsystem är det bästa för Sverige, ty ett enkammarsystem skulle kunna leda till förhastade beslut.

De Geer avslutade med att förklara att han tänkte arbeta för reformen, och om regeringen inte stödde honom i detta skulle han att avgå som justitiestatsminister. Kungen blev oroad och skickade greve Henning Hamilton till De Geer för att förmå honom att ändra ståndpunkt. Efter att i Paris ha samtalat med Napoleon III som sagt att en liberalisering av representationen var nödvändig för skandinavismen (Norge och Danmark hade vid denna tidpunkt redan avskaffat ståndrepresentationen), av vilken Karl XV var en anhängare, ville kungen att frågan skulle drivas parallellt med den skandinaviska tanken, vilket de Geer dock inte accepterade. Kungen avskedade emellertid inte De Geer som därför fortsatte med sina planer.
I januari 1862 började De Geer offentligt debattera representationsformen, och senare detta år författade han en proposition som han bad kungen att yttra sig över. Kungens kritik sammanställdes med synpunkter från andra riksdagsmän och en komplett formulering baserad på 1810 års riksdagsordning och 1848 års kungliga representationsförslag utarbetades av de Geer, expeditionschefen på justitiedepartementet Arendt Dreijer och justitierådet Edvard Carleson, varefter det presenterades för statsrådsberedningen. Kungen godkände efter visst motstånd att förslaget lades fram för Sveriges ståndsriksdag i mitten av januari 1863.

När det nya representationsförslaget framlades 1863 bordlades det planenligt för slutgiltigt beslut år 1865. Under riksdagen 1863 debatterades det inte mycket, men under 1864 och 1865 skrevs det otaliga artiklar i dagspress, pamfletter och böcker både för och emot förslaget.

## Riksdagsbeslutet

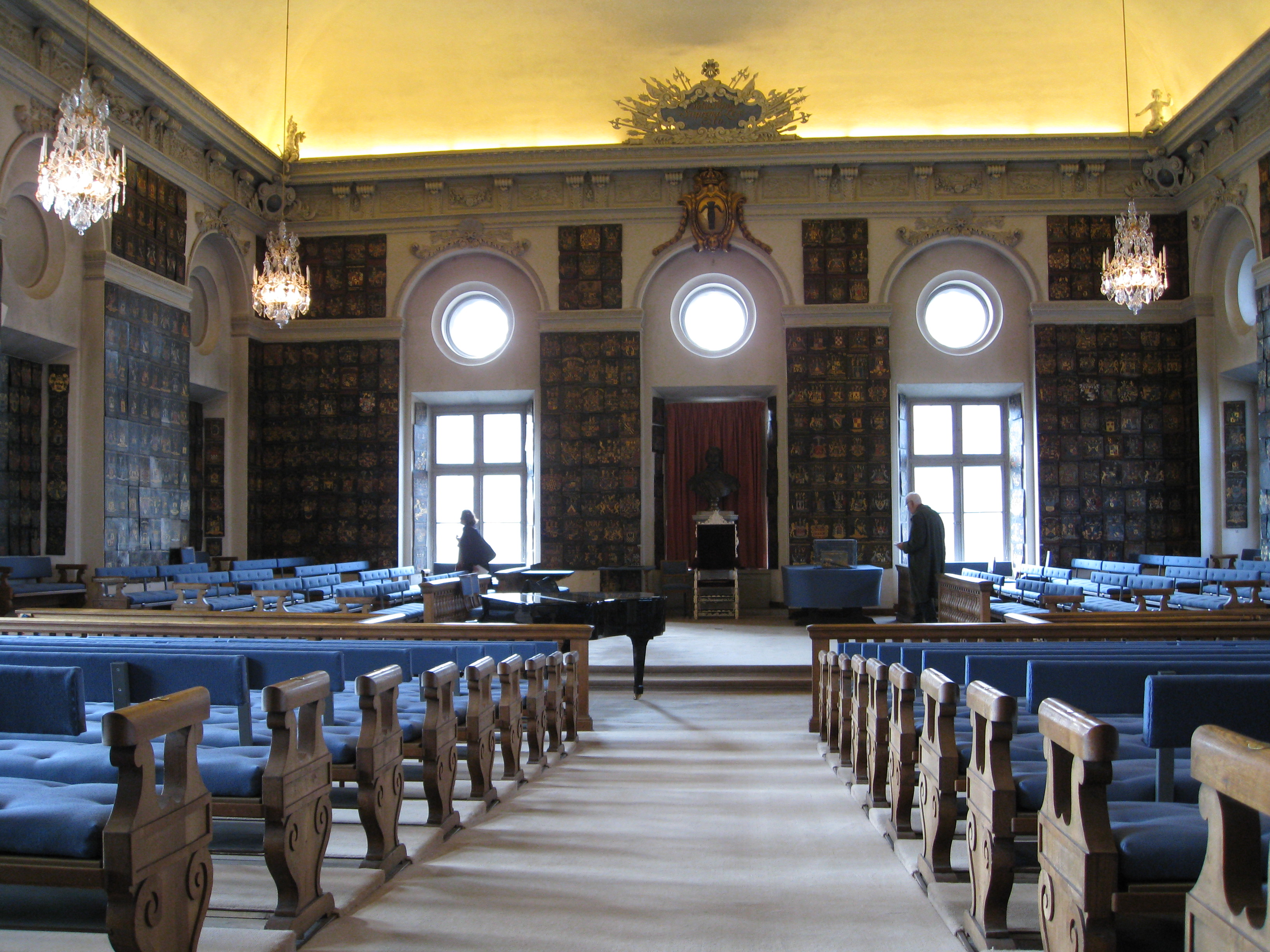
Riddarhussalen i Riddarhuspalatset där det slutgiltiga beslutet om representationsreformen togs.

Riksdagen 1865–1866 började måndagen den 18 oktober. Förslaget debatterades liviligt innan det lades fram för beslut av rikets ständer den 4 december. Bondeståndet och borgarståndet var för förslaget och biföll det samma dag. Prästeståndet sköt upp sitt beslut till dess adeln fattat sitt avgörande beslut, då det var känt att adeln var splittrad i frågan och prästerna helt emot förslaget. Efter en fyra dagar lång debatt i Riddarhuspalatset bifölls förslaget efter votering med röstsiffrorna 361 för och 294 emot, alltså med 67 rösters övervikt.
Flera riksdagsmän reserverade sig mot beslutet, däribland Henning Hamilton och Carl Göran Mörner. Efter detta biföll även prästeståndet förslaget, utan votering. Förslaget trädde i kraft först sedan ständerna samlats i rikssalen och tillkännagivit sitt beslut för kungen, vilket skedde först ett halvår senare, den 22 juni 1866. Vid detta tillfälle tog rikets ständer avsked av kungen för alltid.

Kungen sade i sitt avskedstal inför den sista ståndsriksdagen (Riksdagen 1865–1866) den 22 juni 1866 följande:
| ” | Den fasta tillförsikt, hvarmed jag ser mot framtiden, förkväfver icke de känslor af rörelse, med hvilka jag ser eder för sista gången församlade på detta rum, där riksstånden så ofta hafva mött sin konung, och den förhindrar mig icke att med tacksamhet skåda tillbaka, på det tidskifte, som förflutit, på de betydelsefulla vändningar i fäderneslandets öde, i hvilka rikets ständer tagit del, på allt det goda och gagneliga, som af dem blifvit utfördt. Eftervärlden skall i troget minne förvara, huru I med högsint uppoffring hafva satt fäderneslandets kraf öfver alla andra afseenden. Den skall ock göra rättvisa åt tänkesättet hos dem, som ansett betänkligheterna mot det nya vara öfvervägande men som af sina farhågor endast känna sig manade att i fördubbladt mått uppbjuda sina krafter till fäderneslandets tjänst. Sådana tänkesätt utgöra en förökad borgen för mitt hopp, att svenska folket icke skall svika det förtroende, som konung och ständer vågat sätta till dess klokhet och sans, dess allvar, dess fosterlandskänsla. Låtom oss då, om än åsikterna varit olika, med eniga hjärtan sluta oss tillsammans för att i detta ögonblick nedkalla från den allsmäktige gifvaren af allt godt välsignelse öfver det verk, som besluten vid denna riksdag grundlagt. | „ |